# Kuwejt na Mistrzostwach Świata w Lekkoatletyce 2023
Kuwejt na Mistrzostwach Świata w Lekkoatletyce 2023 – reprezentacja Kuwejtu podczas mistrzostw świata w Budapeszcie liczyła trzech zawodników.

## Skład reprezentacji

### Kobiety
| Zawodniczka         | Konkurencja   | Eliminacje | Eliminacje | Półfinał | Półfinał | Finał | Finał   | Źródło |
| Zawodniczka         | Konkurencja   | Wynik      | Pozycja    | Wynik    | Pozycja  | Wynik | Pozycja | Źródło |
| ------------------- | ------------- | ---------- | ---------- | -------- | -------- | ----- | ------- | ------ |
| Mudhawi Al-Shammari | bieg na 100 m | 11,93      | 46.        | NQ       | NQ       | NQ    | NQ      | [ 1 ]  |

### Mężczyźni
| Zawodnik           | Konkurencja                | Eliminacje   | Eliminacje | Półfinał | Półfinał | Finał | Finał   | Źródło      |
| Zawodnik           | Konkurencja                | Wynik        | Pozycja    | Wynik    | Pozycja  | Wynik | Pozycja | Źródło      |
| ------------------ | -------------------------- | ------------ | ---------- | -------- | -------- | ----- | ------- | ----------- |
| Ebrahim Al-Zofairi | bieg na 800 m              | 1:48,41      | 48.        | NQ       | NQ       | NQ    | NQ      | [ 2 ]       |
| Jakub Al-Yuha      | bieg na 400 m przez płotki | 13,56 (,556) | 23. q      | 13,44    | 16.      | NQ    | NQ      | [ 3 ] [ 4 ] |